# Indigirka
Indigirka (russisk: Индиги́рка, tr. Indigírka; jakutisk: Индигир, tr. Indigir) er en flod i Republikken Sakha i Rusland. 
Den er 1.726 km lang, med et afvandingsareal på 360.000 km². Den udmunder i Østsibiriske hav, hvor floden danner et delta på 5.500 km². Indigirka fryser til i oktober og er islagt til maj-juni. Indigirka er meget rig på mange forskellige slags fisk, blandt andet muksun (coregonus muksun), en laksefisk, hvidlaks, bajkal hvidfisk (coregonus autumnalis) og helt. Indigirka er sejlbar fra udmundingen i det Østsibiriske hav til bifloden Moma (russisk: Мома), 1.086 km opstrøms. De vigtigste flodhavne er Khonuu, Druzjina, Tsjokurdakh, Tabor. Der foregår eftersøgning og udvinding af guld i Indigirkabækkenet.

## Historie
Den isolerede landsby Russkoje Ustje, som ligger nær Indigirkas munding i Nordishavet, er kendt for den unikke traditionelle kultur hos de russiske indbyggerne, hvis forfædre kom til stedet for flere århundreder siden.
I 1892-1894 udførte Baron Eduard Von Toll geologiske undersøgelser i Indigirkas bækken (og også andre floder i Ruslands østlige dele) på vegne af Det russiske videnskabsakademi. I løbet af et år og to dage dækkede ekspeditionen 25.000 km².

## Bifloder
Kujdusun, Kjuente, Elgi, Nera, Moma, Badjarikha, Selenijakh og Ujandina.